# 오토정
오토정(일본어: 大任町 오토마치[*])은 일본 후쿠오카현 중앙부에 있는 다가와군의 정이다.

## 지리
다가와군에 속하고 다가와시와 인접하는 지쿠호 지방의 정이다. 정역의 중심부를 남북으로 히코산강이 흐르고 정역의 상당수는 다가와 분지에 속한다. 다가와시 경제권에 속하고 기타큐슈 도시권의 5% 권역에 속한다. 이전에는 지쿠호 탄전의 석탄 생산지로 번창했다.

### 인접 자치체
- 다가와시
- 다가와군 가와라정, 소에다정, 가와사키정, 아카촌

## 역사
- 1889년 4월 1일 - 시정촌제 시행과 함께 오토촌이 성립하였다.
- 1960년 1월 1일 - 정으로 승격해 오토정이 되었다.

## 경제
지쿠호 지방의 다른 시정촌처럼 이전에는 탄광이 경제를 지지하고 있었지만 현재는 모두 폐광해 철거지를 공업단지로 재이용하는 것으로 재생을 도모하고 있다.

## 교통

### 도로
- 국도 322호선